# Хайдерсхофен
Хайдерсхофен (нем. Haidershofen) — коммуна (нем. Gemeinde) в Австрии, в федеральной земле Нижняя Австрия. 
Входит в состав округа Амштеттен.  Площадь общины составляет 32,05 км², население — 3710 человек (1 января 2021), плотность населения — 116 чел./км². Официальный код  —  30515.

## Население
| Год  | Численность |
| ---- | ----------- |
| 1869 | 1813        |
| 1889 | 1878        |
| 1890 | 1953        |
| 1900 | 1879        |
| 1910 | 2046        |
| 1923 | 2049        |
| 1934 | 2096        |
| 1939 | 2113        |
| 1951 | 2110        |
| 1961 | 2185        |
| 1971 | 2655        |
| 1981 | 2981        |
| 1991 | 3190        |
| 2001 | 3436        |
| 2011 | 3566        |
| 2021 | 3710        |

## Политическая ситуация
Бургомистр коммуны — Манфред Шимпль (АНП) по результатам выборов 2005 года.
Совет представителей коммуны (нем. Gemeinderat) состоит из 23 мест.
- АНП занимает 16 мест.
- СДПА занимает 6 мест.
- Зелёные занимают 1 место.